# Anders Ynnerman
Bo Anders Ynnerman, född 1963 i Varberg, är en svensk visualiseringsforskare och professor, verksam vid bland annat Linköpings universitet i Norrköping. Ynnerman är därutöver bland annat direktör för Visualiseringscenter C, Norrköping, Professor vid University of Utah, USA, Research Fellow vid  American Museum of Natural History, New York, USA, affilierad professor vid KTH, Stockholm samt avdelningschef för avdelningen Medie- och informationsteknik,  Linköpings universitet. Därutöver är Ynnerman medlem i ett antal vetenskapliga akademier, såsom Kungliga Ingenjörsvetenskapsakademien och Kungliga Vetenskapsakademien. Hans forskning inom  visualisering och datorgrafik anses vara världsledande. Anders Ynnerman är gift med professor Ericka Johnson.
Ynnerman disputerade 1992 på Göteborgs universitet på en avhandling i fysik.  Efter disputation vad han aktiv som forskare vid Oxfords universitet i Storbritannien och Vanderbiltuniversitetet i USA. Efter återkomsten till Sverige startade och ledde han Swedish National Graduate School in Scientific Computing.  Sedan 1999 är han professor i vetenskaplig visualisering 
År 1998 utsågs Ynnerman till föreståndare för  Nationellt superdatorcentrum, NSC, vid Linköpings universitet. Under denna period utvecklades centrumet till ett centralt centrum för  superdatorbaserad beräkningskraft, high performace computing (HPC) samt utvecklande av kunskaper kring klustrade beräkningar. Centrets samarbetet med Saab AB och SMHI utvecklades även.
År 2000 startade Ynnerman Norrköpings visualiseringsstudio, (NVIS) ett laboratorium för visualisering och virtuell verklighet. Bland dess framgångar hör det virtuella obduktionsbordet. Det vetenskapliga arbetet inom NVIS har skapat förutsättningar till ytterligare etableringar. Bland dessa kan nämnas Visualiseringscenter C och en rad avknoppningsföretag. Ynnerman var även medgrundare till Centrum för medicinsk- och vetenskaplig visualisering - idag ett strategiskt viktigt fokusområde för Linköpings universitet.

## Utmärkelser (i urval)
- 2007 Akzo Nobel-priset [5]
- 2010 Kunskapspriset
- 2009 Athenapriset (tillsammans med Anders Persson vid CMIV i Linköping).[6]
- 2018 IEEE Visualization Technical Achievement Award [7]
- 2019  Wallenberg Scholars, ett  forskningsanslag från Knut och Alice Wallenbergs stiftelse på 18 miljoner kronor under fem år.[8]